# Tomîna Balka, Bilozerka
Tomîna Balka (în ucraineană Томина Балка) este localitatea de reședință a comunei Tomîna Balka din raionul Bilozerka, regiunea Herson, Ucraina.

## Demografie
Componența lingvistică a localității Tomîna Balka
     Ucraineană (89,78%)
     Rusă (9,69%)
     Alte limbi (0,17%)
Conform recensământului din 2001, majoritatea populației localității Tomîna Balka era vorbitoare de ucraineană (89,78%), existând în minoritate și vorbitori de rusă (9,69%).